# Aufwältigung (Bohrung)

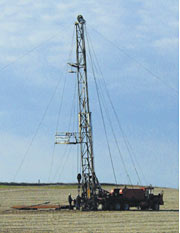
Eine kleinere Workover-Anlage.

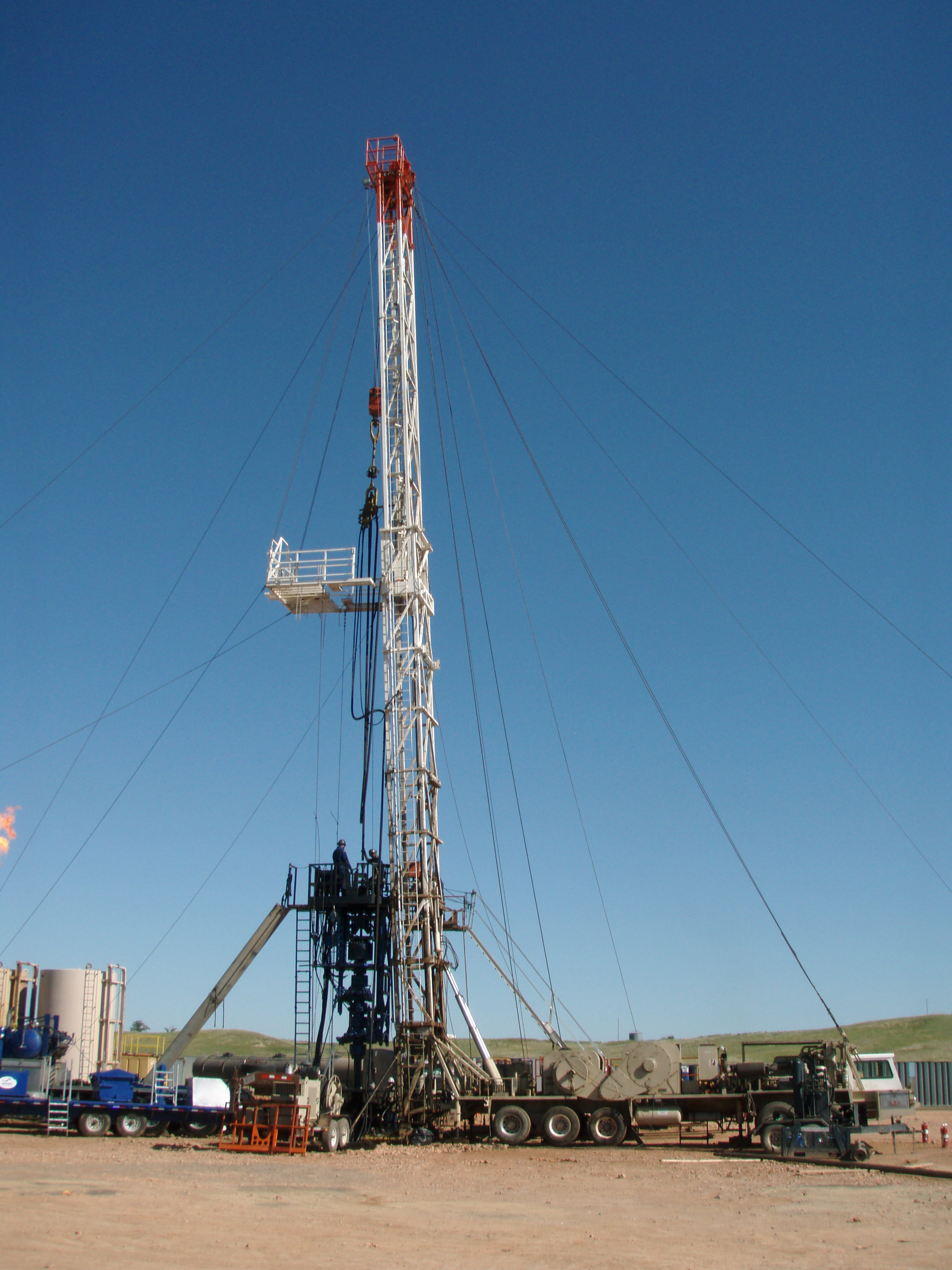
Workover-Anlage mit Arbeitsbühne beim Snubbing mit Gestänge.

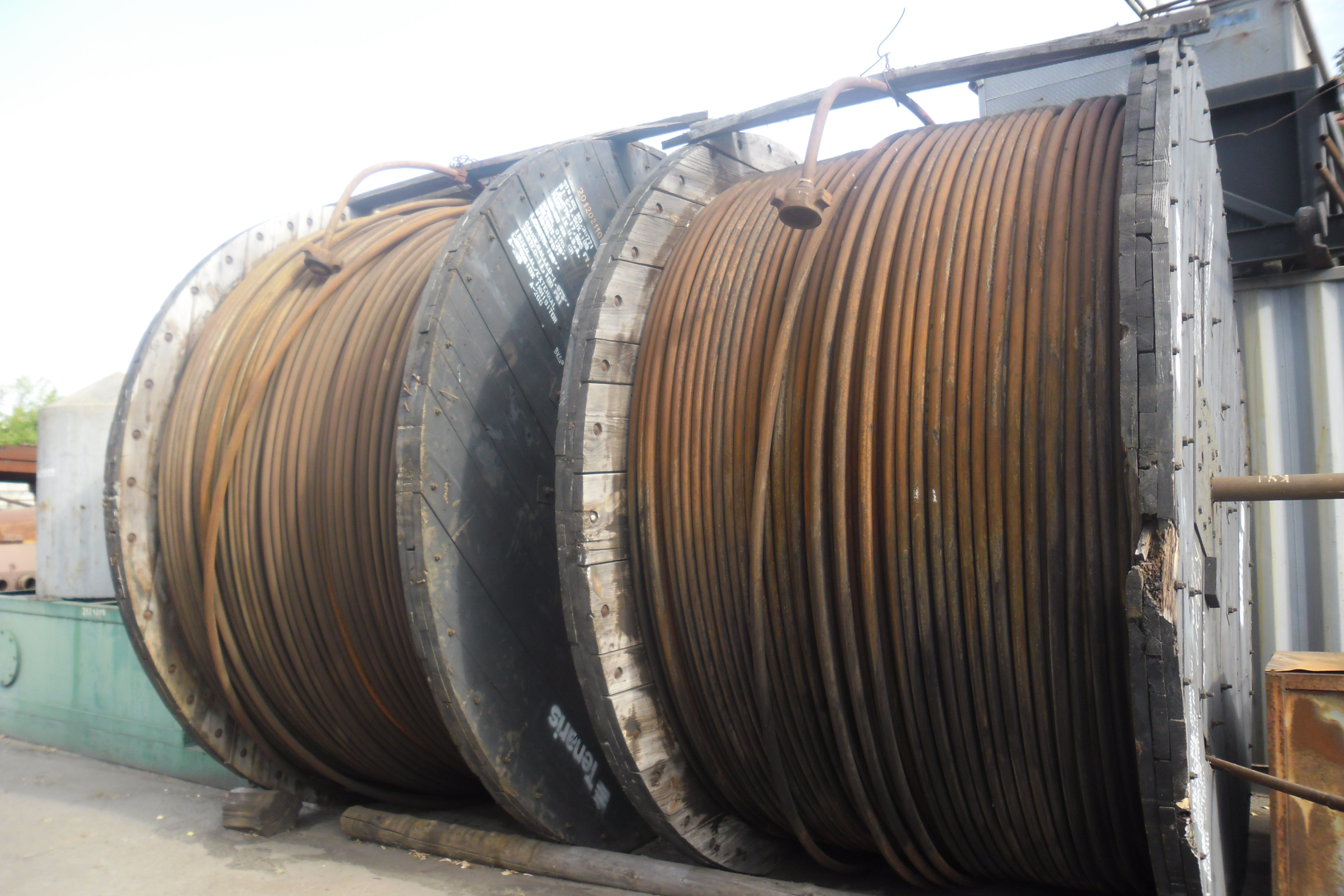
Coiled Tubing-Spulen.

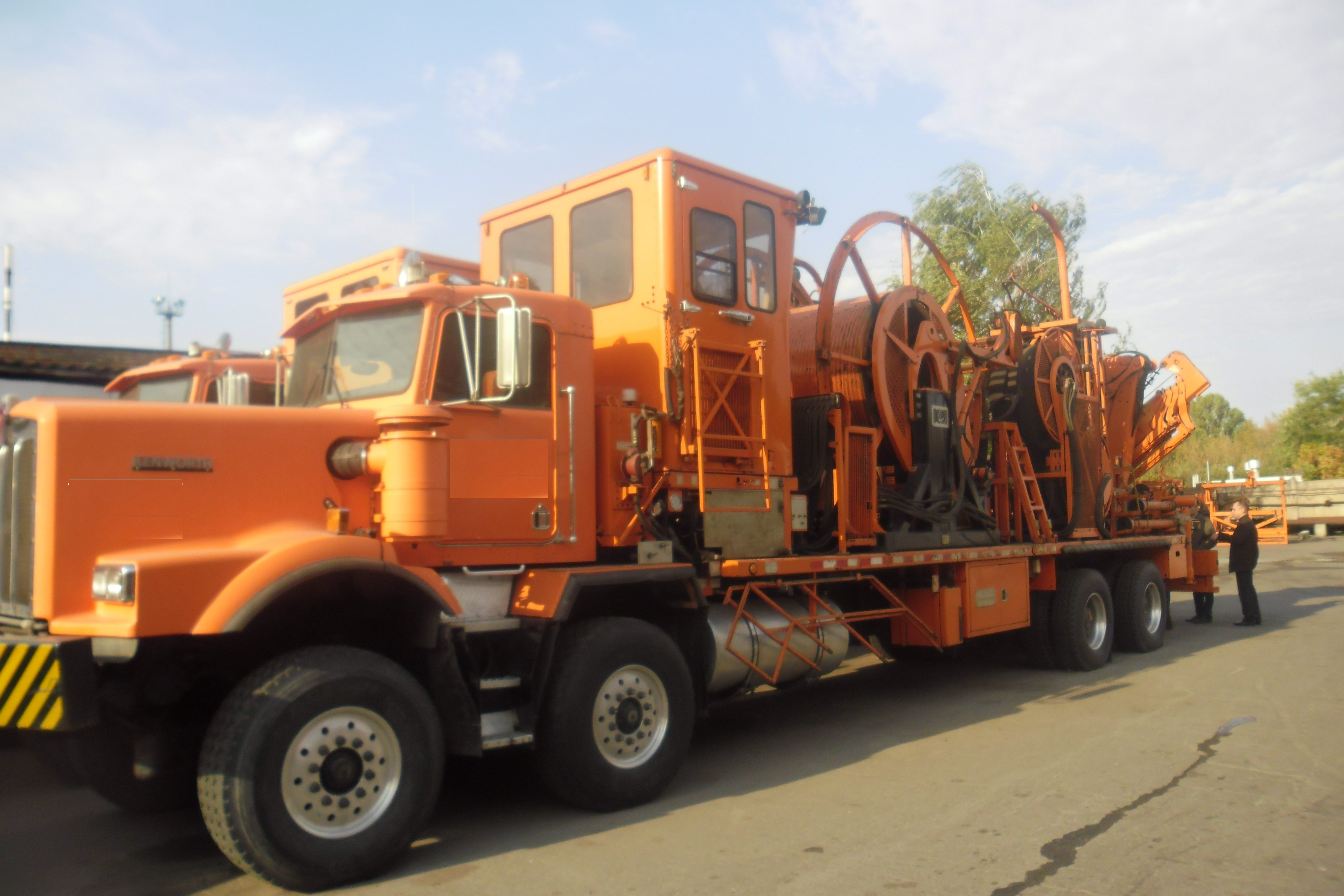
Coiled Tubing Unit (CTU).

Unter Aufwältigung (englisch: workover) versteht man in der Tiefbohrtechnik die Aufrechterhaltung, Verbesserung oder Wiederherstellung der Förderleistung von Erdöl und Erdgas oder Grundwasser in einem Bohrloch bzw. Brunnen durch invasive Eingriffe. Dazu führt man Werkzeuge in das aufzuwältigende Bohrloch mittels einer Seilwinde (Slickline), einem aufgerollten flexiblen Stahlrohr (Coiled Tubing) oder Gestängen (drill-pipes) ein.

## Gründe für eine Aufwältigung
Bohrlöcher müssen aufgewältigt werden, wenn zum Beispiel Bohrlochkopf-Komponenten, das Förderrohr, die Rohrtour oder untertägige Anlagenteile wie Tauchpumpen, Packer oder Ventile im Bohrloch repariert oder ausgetauscht werden müssen. Dies kann wegen Beanspruchung, Korrosion oder Beschädigungen nötig sein oder um leistungsfähigere Komponenten einzusetzen.
Wenn die Rohrtour oder die Perforation durch Ablagerungen beeinträchtigt sind, ist oftmals eine mechanische Entfernung dieser Ablagerungen mittels spezieller Bürsten oder Schaber notwendig (broaching).
Auch wenn sich infolge der Ausbeutung der Lagerstätte die Druckverhältnisse ändern, spricht man von Aufwältigung, wenn der Bohrlochdurchmesser durch den Einbau einer schlankeren Rohrtour verringert wird, um den Förderdruck aufrechtzuerhalten. Ebenso sind erneute Perforationen oder Abdichtung der Bohrlochwand sowie Weitervertiefungen der Bohrlöcher Aufwältigungsarbeiten.

## Durchführung
Bevor mit den Aufwältigungsarbeiten begonnen werden kann, muss die Bohrung totgepumpt werden. Das Bohrloch wird dabei mit einer Bohrspülung hoher Dichte gefüllt, um dem Formationsüberdruck entgegenzuwirken und damit Blowouts zu verhindern.
Wenn das Bohrloch gegen artesische Ausbrüche gesichert ist, kann der Blowout-Preventer oder das Eruptionskreuz am Bohrlochkopf entfernt und die Fördersonde mit allen untertägigen Anlageteilen wie Förderpumpe, Pumpenventile, ziehbare Packer usw. ausgebaut und permanente Packer herausgefräst werden.
Anschließend können wichtige Bohrlochparameter gemessen werden (Logging) und das Bohrloch gegebenenfalls gereinigt werden. Die Entfernung von Ablagerungen wie Calciumcarbonat kann mechanisch durch Schaber, Bürsten oder mittels Hochdruckreiniger sowie chemisch durch den Einsatz von Säuren oder Lösungsmittel erfolgen.
Falls notwendig, kann auch die Rohrtour gezogen, gewechselt und neu zementiert werden, was aber nicht immer wirtschaftlich ist.
Wenn die Arbeiten abgeschlossen und alle Komponenten wieder eingebaut bzw. ersetzt wurden, kann die Spülung wieder aus dem Bohrloch auszirkuliert werden, so dass die Gase oder Fluide wieder aus der Gesteinsformation in das Bohrloch austreten können.
Werden Aufwältigungsarbeiten unter Formationsdruck (nicht totgepumpt) durchgeführt, spricht man von hydraulic workover. Dafür werden spezielle Ventile (pressure control components) verwendet. Snubbing bezeichnet das Hydraulic Workover mithilfe von Gestängen. Dies erfordert aufgrund der unterschiedlichen Gestängedurchmessern an den Verbindungen besondere Anforderungen an die Ventile.